# 馭戒慨言
『馭戎慨言』（ぎょじゅうがいげん／からおさめのうれたみごと）は、本居宣長による歴史書。江戸時代以前の日本外交史について記述している。

## 概要

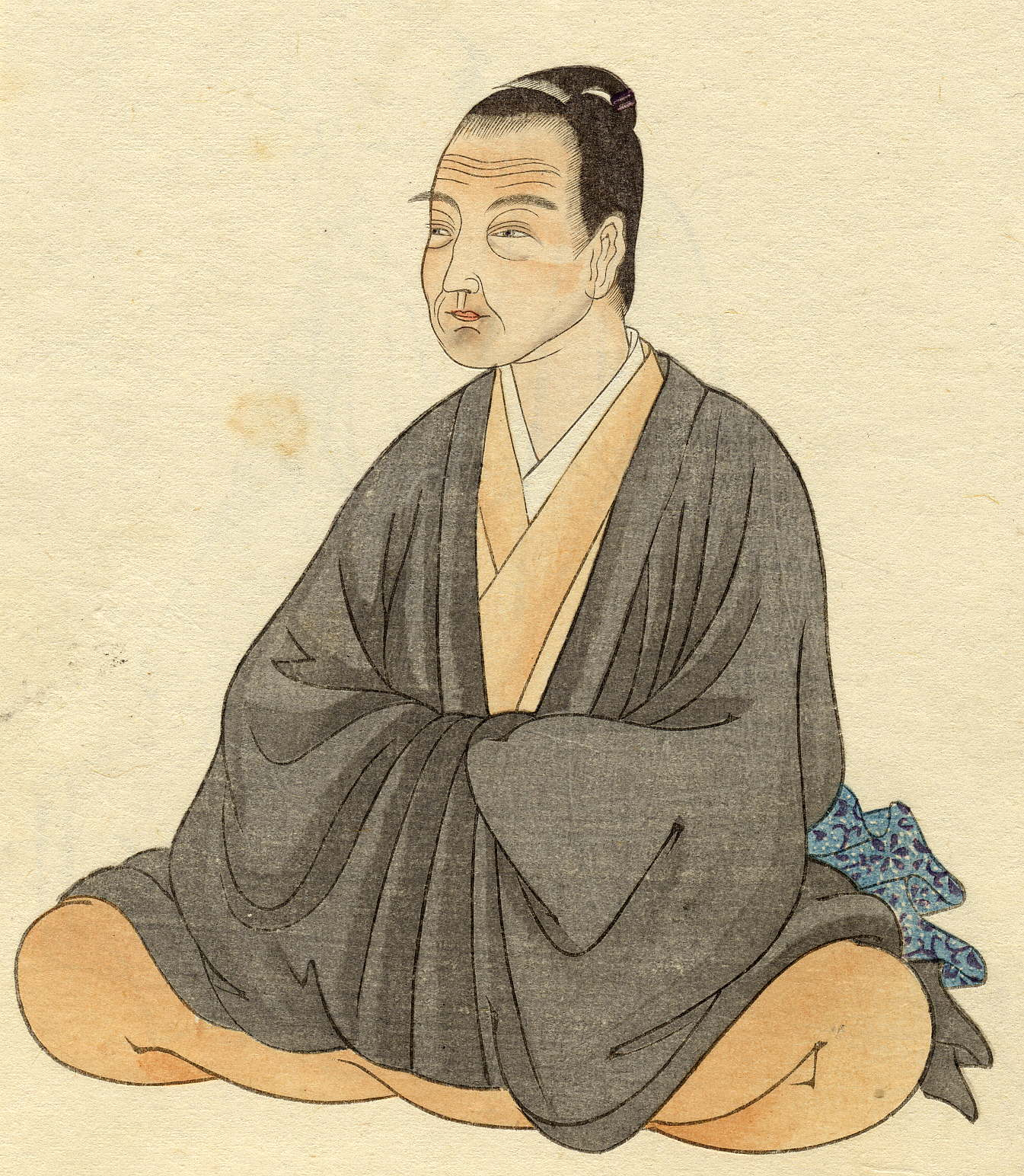
宣長は中国大陸や朝鮮半島を崇めて日本を卑屈にするような表現を嫌悪したが、宣長がそれを強調すればするほど、邪馬台国をはじめ各々の地域で独自に中国大陸や朝鮮半島と往来していたことが浮かび上がるなど、逆に日本が決して単一ではないこと思わせることになった。

当初は『待異論』の題名で、安永6年（1777年）12月に初稿が成立し、安永7年（1778年）に最終稿が完成して『馭戎慨言』と改題。天明7年（1787年）2月に識語が付され、寛政8年（1796年）4月に刊行された。2巻4冊。
なお、書名の読みについては、同書に序文を付けた弟子の渡辺重名は「からおさめのうれたみごと」と振り仮名を付けているが、宣長が息子の春庭に充てた書状には「ギョジウガイゲン」と読みが振られている。

## 内容
宣長は崇神天皇が同7年（紀元前91年）にから大物主神から得た託宣を全ての外国が日本に朝貢してその暦を奉じるとする予言と解し、同年から江戸幕府の成立までを記す。
宣長は「日本は世界を照らす太陽神（「日神」）の子孫が天皇として統治する万邦無比な国であり、それに相応しい尊厳を持つべきだ」との観点で記している。これは中国中心の華夷秩序を反転させて、日本を中心とした華夷秩序に基づいた発想といえる。
このため、中国の支配者を「天子」と呼んで尊び、死去を「崩」と表現することを非難し、例えば聖徳太子が遣隋使の小野妹子に持たせた国書にある「日出処天子云々」も（一般的には中国の皇帝に対する無礼な親書と解するところを）宣長に言わせると天皇が臣下である隋国王に下す詔書の形式で無いことを非難する。そもそも、戎王（西戎の王である中国皇帝）に使者を送る遣隋使や遣唐使を無益なことと断じている。
また、元寇を撃退した北条時宗の業績を称え、二条為氏が伊勢神宮に勅使として敵国降伏を祈った故事を引用しながら、「日本は神々の庇護によって神風が吹いて敵軍を撃退したのだ」と述べ、更に「これを季節や地形の問題にするのは、日本の神を霊験を知らない無知と負け惜しみである」と非難している。
一方、豊臣秀吉の朝鮮出兵については、「敵である明軍は戦わずに逃亡した」と評価しつつも、「秀吉は敬神を怠り、配下の将兵は朝鮮の罪の無い民衆を無益に殺したために敗北した」とする。

## 受容と展開
『馭戎慨言』の記述は江戸幕府以前に留めている。宣長の執筆意図は、外交史の観点から漢意の批判・排除を目的としたもので、現実の外交を論じたものとは言えなかった。しかし、宣長の没後に欧米の異国船の来航が始まると、同書は「現実の外交を論じたもの」として拡大解釈されるようになっていく。
幕末期には平田派の国学者によって宣長の代表作にあげられ、広く読まれるようになった。例えば大国隆正は『馭戎問答』、平田延胤は『馭戎論』を著している。吉田松陰も現実の外交の意味で「馭戎」の語を用いている。当時の情勢と彼らの立場からして、この場合の「馭戎」は「攘夷の別称」であったと考えられる。
昭和期に入ると、藤田徳太郎・蓮田善明・保田與重郎らは、『馭戎慨言』を「対外戦争（大東亜戦争・太平洋戦争）への勝利や大東亜共栄圏に臨むにあたって日本人が必読すべき書である」と述べている。こうして「馭戎」は「侵略の別称」ともなった。
田中康二は「著者である本居宣長は「漢意排斥」の意図により『馭戎慨言』を著したが、対外危機の時代にその時代のイデオロギーと共鳴する形で読み替えられていくことで、時代を先取りする本として高く評価されていった」と評している。

## 翻刻
- 『本居宣長全集』第8巻、筑摩書房、1990年4月。ISBN 4-480-74008-2